# 髙橋あつ子
高橋 あつ子（たかはし あつこ）は、日本の教育学者。専門は教育心理学。早稲田大学大学院教育学研究科教授。

## 人物・経歴
千葉大学教育学部卒業後、1998年横浜国立大学大学院教育学研究科修了。臨床心理士、学校心理士、特別支援教育士SV。小学校教諭、川崎市教育センター指導主事等を経て、2006年早稲田大学教育学部非常勤講師。2007年川崎市立小学校教頭。2008年早稲田大学大学院教職研究科准教授。2015年早稲田大学大学院教職研究科教授。2017年早稲田大学大学院教育学研究科高度教職実践専攻教授。

## 著作
- 『LD、ADHDなどの子どもへのアセスメント&サポートガイド : 教室での観察を活かす』（海老原紀奈子と共著）ほんの森出版 2007年
- 『一から始める特別支援教育「校内研修」ハンドブック』明治図書出版 2007年
- 『発達に偏りのある子のトラブルを減らす自己理解イラスト教材 : 「くまくんのお話」から学ぼう!自分の気持ちや感じ方』（石橋瑞穂と共著）ほんの森出版 2015年

### 編著
- 『LD、ADHDなどの子どもへの場面別サポートガイド : 通常の学級の先生のための特別支援教育』ほんの森出版 2004年
- 『イラスト版自閉症のともだちを理解する本 : いっしょに学ぶなかよし応援団』（原仁と共編著）合同出版 2010年
- 『特別支援その子に合ったサブルート探し : わかる!できる！ための関わり&ツール』ほんの森出版 2012年
- 『自閉症の友だち : なぜこまかいところにこだわるの？』（原仁と共編著）合同出版 2017年
- 『私学流特別支援教育 : 面倒見の良さ、丁寧さに特別支援の魂を込める』学事出版 2018年
- 『私学流多様性をインクルージョンする : 「個別最適な学び」につながる取り組み』（一ノ瀬秀司と共編著）学事出版 2022年